# Selección femenina de fútbol de Samoa Americana
La selección femenina de fútbol de Samoa Americana es el equipo representativo de dicho país. Su organización está a cargo de la  Federación de Fútbol de Samoa Americana, miembro de la OFC y la FIFA.
Participó en el Campeonato Femenino de la OFC 1998, en donde fue derrotado 21:0 por Australia y 9:0 por Papúa Nueva Guinea. Más recientemente, participó en dos ediciones de los Juegos del Pacífico, aunque nunca logró ganar un partido.

## Últimos y próximos encuentros
Actualizado al último partido jugado el 13 de febrero de 2024
| Fecha      | Ciudad  | Local              | Resultado | Visitante          | Competición                      |
| ---------- | ------- | ------------------ | --------- | ------------------ | -------------------------------- |
| 17-11-2023 | Honiara | Papúa Nueva Guinea | 9:0       | Samoa Americana    | Juegos del Pacífico 2023         |
| 20-11-2023 | Honiara | Nueva Caledonia    | 4:0       | Samoa Americana    | Juegos del Pacífico 2023         |
| 23-11-2023 | Honiara | Islas Cook         | 3:0       | Samoa Americana    | Juegos del Pacífico 2023         |
| 27-11-2023 | Honiara | Samoa Americana    | 3:0 (w/o) | Islas Cook         | Juegos del Pacífico 2023         |
| 07-02-2024 | Apia    | Fiyi               | 10:0      | Samoa Americana    | Torneo Preolímpico Femenino 2024 |
| 10-02-2024 | Apia    | Samoa Americana    | 1:7       | Islas Salomón      | Torneo Preolímpico Femenino 2024 |
| 13-02-2024 | Apia    | Samoa Americana    | 0:9       | Papúa Nueva Guinea | Torneo Preolímpico Femenino 2024 |

## Estadísticas

### Copa Mundial Femenina de Fútbol
| Copa Mundial Femenina de Fútbol | Copa Mundial Femenina de Fútbol | Copa Mundial Femenina de Fútbol | Copa Mundial Femenina de Fútbol | Copa Mundial Femenina de Fútbol | Copa Mundial Femenina de Fútbol | Copa Mundial Femenina de Fútbol | Copa Mundial Femenina de Fútbol | Copa Mundial Femenina de Fútbol | Copa Mundial Femenina de Fútbol |
| Año                             | Ronda                           | Pos.                            | J                               | G                               | E                               | P                               | GF                              | GC                              | DG                              |
| ------------------------------- | ------------------------------- | ------------------------------- | ------------------------------- | ------------------------------- | ------------------------------- | ------------------------------- | ------------------------------- | ------------------------------- | ------------------------------- |
| 1991                            | No existía la selección         | No existía la selección         | No existía la selección         | No existía la selección         | No existía la selección         | No existía la selección         | No existía la selección         | No existía la selección         | No existía la selección         |
| 1995                            | No existía la selección         | No existía la selección         | No existía la selección         | No existía la selección         | No existía la selección         | No existía la selección         | No existía la selección         | No existía la selección         | No existía la selección         |
| 1999                            | No clasificó                    | No clasificó                    | No clasificó                    | No clasificó                    | No clasificó                    | No clasificó                    | No clasificó                    | No clasificó                    | No clasificó                    |
| 2003                            | No participó                    | No participó                    | No participó                    | No participó                    | No participó                    | No participó                    | No participó                    | No participó                    | No participó                    |
| 2007                            | No participó                    | No participó                    | No participó                    | No participó                    | No participó                    | No participó                    | No participó                    | No participó                    | No participó                    |
| 2011                            | No participó                    | No participó                    | No participó                    | No participó                    | No participó                    | No participó                    | No participó                    | No participó                    | No participó                    |
| 2015                            | No participó                    | No participó                    | No participó                    | No participó                    | No participó                    | No participó                    | No participó                    | No participó                    | No participó                    |
| 2019                            | No clasificó                    | No clasificó                    | No clasificó                    | No clasificó                    | No clasificó                    | No clasificó                    | No clasificó                    | No clasificó                    | No clasificó                    |
| 2023                            | No participó                    | No participó                    | No participó                    | No participó                    | No participó                    | No participó                    | No participó                    | No participó                    | No participó                    |
| 2027                            | Por disputarse                  | Por disputarse                  | Por disputarse                  | Por disputarse                  | Por disputarse                  | Por disputarse                  | Por disputarse                  | Por disputarse                  | Por disputarse                  |
| Total                           | 0/9                             | -                               | -                               | -                               | -                               | -                               | -                               | -                               | -                               |

### Copa de Naciones de la OFC
| Copa de Naciones de la OFC | Copa de Naciones de la OFC | Copa de Naciones de la OFC | Copa de Naciones de la OFC | Copa de Naciones de la OFC | Copa de Naciones de la OFC | Copa de Naciones de la OFC | Copa de Naciones de la OFC | Copa de Naciones de la OFC | Copa de Naciones de la OFC |
| Año                        | Ronda                      | Pos.                       | J                          | G                          | E                          | P                          | GF                         | GC                         | DG                         |
| -------------------------- | -------------------------- | -------------------------- | -------------------------- | -------------------------- | -------------------------- | -------------------------- | -------------------------- | -------------------------- | -------------------------- |
| 1983                       | No existía la selección    | No existía la selección    | No existía la selección    | No existía la selección    | No existía la selección    | No existía la selección    | No existía la selección    | No existía la selección    | No existía la selección    |
| 1986                       | No existía la selección    | No existía la selección    | No existía la selección    | No existía la selección    | No existía la selección    | No existía la selección    | No existía la selección    | No existía la selección    | No existía la selección    |
| 1989                       | No existía la selección    | No existía la selección    | No existía la selección    | No existía la selección    | No existía la selección    | No existía la selección    | No existía la selección    | No existía la selección    | No existía la selección    |
| 1991                       | No existía la selección    | No existía la selección    | No existía la selección    | No existía la selección    | No existía la selección    | No existía la selección    | No existía la selección    | No existía la selección    | No existía la selección    |
| 1994                       | No existía la selección    | No existía la selección    | No existía la selección    | No existía la selección    | No existía la selección    | No existía la selección    | No existía la selección    | No existía la selección    | No existía la selección    |
| 1998                       | Fase de grupos             | 6.°                        | 2                          | 0                          | 0                          | 2                          | 0                          | 30                         | -30                        |
| 2003                       | No participó               | No participó               | No participó               | No participó               | No participó               | No participó               | No participó               | No participó               | No participó               |
| 2007                       | No participó               | No participó               | No participó               | No participó               | No participó               | No participó               | No participó               | No participó               | No participó               |
| 2010                       | No participó               | No participó               | No participó               | No participó               | No participó               | No participó               | No participó               | No participó               | No participó               |
| 2014                       | No participó               | No participó               | No participó               | No participó               | No participó               | No participó               | No participó               | No participó               | No participó               |
| 2018                       | No clasificó               | No clasificó               | No clasificó               | No clasificó               | No clasificó               | No clasificó               | No clasificó               | No clasificó               | No clasificó               |
| 2022                       | No participó               | No participó               | No participó               | No participó               | No participó               | No participó               | No participó               | No participó               | No participó               |
| Total                      | 1/12                       | 13.°                       | 2                          | 0                          | 0                          | 2                          | 0                          | 30                         | -30                        |

### Juegos Olímpicos
| Juegos Olímpicos | Juegos Olímpicos        | Juegos Olímpicos        | Juegos Olímpicos        | Juegos Olímpicos        | Juegos Olímpicos        | Juegos Olímpicos        | Juegos Olímpicos        | Juegos Olímpicos        | Juegos Olímpicos        |
| Año              | Ronda                   | Pos.                    | J                       | G                       | E                       | P                       | GF                      | GC                      | DG                      |
| ---------------- | ----------------------- | ----------------------- | ----------------------- | ----------------------- | ----------------------- | ----------------------- | ----------------------- | ----------------------- | ----------------------- |
| 1996             | No existía la selección | No existía la selección | No existía la selección | No existía la selección | No existía la selección | No existía la selección | No existía la selección | No existía la selección | No existía la selección |
| 2000             | No clasificó            | No clasificó            | No clasificó            | No clasificó            | No clasificó            | No clasificó            | No clasificó            | No clasificó            | No clasificó            |
| 2004             | No participó            | No participó            | No participó            | No participó            | No participó            | No participó            | No participó            | No participó            | No participó            |
| 2008             | No participó            | No participó            | No participó            | No participó            | No participó            | No participó            | No participó            | No participó            | No participó            |
| 2012             | No participó            | No participó            | No participó            | No participó            | No participó            | No participó            | No participó            | No participó            | No participó            |
| 2016             | No participó            | No participó            | No participó            | No participó            | No participó            | No participó            | No participó            | No participó            | No participó            |
| 2020             | No clasificó            | No clasificó            | No clasificó            | No clasificó            | No clasificó            | No clasificó            | No clasificó            | No clasificó            | No clasificó            |
| 2024             | No participó            | No participó            | No participó            | No participó            | No participó            | No participó            | No participó            | No participó            | No participó            |
| 2028             | Por disputarse          | Por disputarse          | Por disputarse          | Por disputarse          | Por disputarse          | Por disputarse          | Por disputarse          | Por disputarse          | Por disputarse          |
| Total            | 0/9                     | -                       | -                       | -                       | -                       | -                       | -                       | -                       | -                       |

### Juegos del Pacífico
| Juegos del Pacífico | Juegos del Pacífico | Juegos del Pacífico | Juegos del Pacífico | Juegos del Pacífico | Juegos del Pacífico | Juegos del Pacífico | Juegos del Pacífico | Juegos del Pacífico | Juegos del Pacífico |
| Año                 | Ronda               | Pos.                | J                   | G                   | E                   | P                   | GF                  | GC                  | DG                  |
| ------------------- | ------------------- | ------------------- | ------------------- | ------------------- | ------------------- | ------------------- | ------------------- | ------------------- | ------------------- |
| 2003                | No participó        | No participó        | No participó        | No participó        | No participó        | No participó        | No participó        | No participó        | No participó        |
| 2007                | Fase de grupos      | 8.°                 | 4                   | 0                   | 1                   | 3                   | 1                   | 13                  | -12                 |
| 2011                | Fase de grupos      | 9.°                 | 4                   | 0                   | 0                   | 4                   | 0                   | 23                  | -23                 |
| 2015                | No participó        | No participó        | No participó        | No participó        | No participó        | No participó        | No participó        | No participó        | No participó        |
| 2019                | Fase de grupos      | 10.°                | 4                   | 0                   | 1                   | 3                   | 0                   | 32                  | -32                 |
| 2023                | Fase de grupos      | 9.°                 | 4                   | 1                   | 0                   | 3                   | 3                   | 16                  | -13                 |
| Total               | 4/6                 | 11.°                | 16                  | 1                   | 2                   | 13                  | 4                   | 84                  | -80                 |